# Beaugies-sous-Bois
Beaugies-sous-Bois är en kommun i departementet Oise i regionen Hauts-de-France i norra Frankrike. Kommunen ligger i kantonen Guiscard som tillhör arrondissementet Compiègne. År 2022 hade Beaugies-sous-Bois 102 invånare.

## Befolkningsutveckling
Antalet invånare i kommunen Beaugies-sous-Bois
| Referens: INSEE |